# 譙國桓氏
譙國桓氏，是中国古代的一个桓姓士族，祖籍譙國（今安徽懷遠），有自东汉至东晋一直活跃于政治舞台，有譙國龍亢桓氏和谯国銍县桓氏两个支族。在東晉前期，譙國龍亢桓氏與另一士族陳郡謝氏一直處於分庭抗禮的狀態。

## 起源
譙國桓氏本为齐人，是齐桓公的后裔，以齐桓公谥号命氏。西汉中期，桓荣的六世祖迁入谯国龙亢。西汉末年，桓荣自洛阳跟随朱普学习《欧阳尚书》，后被汉光武帝任命为议郎、太子少傅、太常。汉明帝继位后，为感谢老师，拜桓荣为五更、关内侯。桓荣之后，其子孙承袭家业，累世传袭《欧阳尚书》，成为经学世家。
晉元帝时期，散騎常侍桓彝子五人均典要職，尤以桓溫、桓沖二人為代表。桓溫消滅成漢後，名聲震主，地位隆高，成為一代權臣；桓沖接掌桓溫權位時，由於性格較溫和，未有以權臣的姿態凌駕皇室，但其朝中地位同樣崇高。桓溫之子桓玄後來更曾篡奪皇位，建立桓楚，改元永始，幾乎覆滅東晉。但桓楚政權不得人心，未達兩年而遭劉裕等人擊潰，桓玄死後其堂弟桓謙奉還國璽於晉室，《晉書》再以桓謙、桓石綏等人之死，標誌著桓楚政權的滅亡。桓楚敗亡後，桓氏家族亦走向沒落。

## 東漢時代桓氏家族成員

### 第一代
- 桓榮：官拜議郎、太子少傅、太常、五更、關內侯。是東漢桓氏經學世家的始源。

### 第二代
- 桓雍：桓榮之子，早死。
- 桓郁：桓榮之子，嗣爵。官拜太常，繼承父親擔任帝師。

### 第三代
- 桓普：桓郁之子，桓郁死後嗣爵，其爵一直傳至曾孫輩。
- 桓延：桓郁之子。
- 桓焉：桓郁之子，先後擔任光祿大夫、太常、太傅、大鴻臚。
- 桓俊：桓郁之子。
- 桓酆：桓郁之子。
- 桓良：桓郁之子。

### 第四代
- 桓衡：桓焉之子。
- 桓順：桓焉之子。
- 桓麟：桓酆之子。
- 桓鸞：桓良之子，官至議郎。

### 第五代
- 桓典：桓順之子，曾與大將軍何進共謀誅滅宦官，官至光祿勳。
- 桓彬：桓麟之子，著名文學家，與蔡邕齊名。
- 桓曄：桓鸞之子，以志行聞名於世的名士，最後死於合浦郡的獄中。

## 東晉時代桓氏家族成員

### 先代
- 桓彝父親桓顥：官至郎中。

### 第一代
- 桓彝：東晉散騎常侍、宣城內史。

### 第二代
- 桓溫：桓彝之子。東晉權臣，曾三度北伐和平滅成漢，官至大司馬。
- 桓雲：桓彝之子。襲爵，官至江州刺史。
- 桓豁：桓彝之子。東晉將領，官至征西大將軍。
- 桓祕：桓彝之子。官至輔國將軍、宣城內史。桓溫臨死時與桓溫子桓熙和桓濟合謀殺死將接掌桓溫兵眾的桓沖。事敗後被朝廷棄用。
- 桓沖：桓彝之子。桓彝幼子，有武幹，受桓溫器重。官至車騎將軍。

### 第三代
- 桓熙：桓溫長子。初被立為世子，但因才能不高，桓溫將兵眾都交給桓沖。桓溫臨死時曾與桓濟和桓祕謀殺桓沖，失敗後被徙至長沙。
- 桓濟：桓溫之子。與桓熙謀殺桓沖失敗，被徙至長沙。
- 桓歆：桓溫之子。封臨賀公。
- 桓禕：桓溫之子。愚笨，五榖不分。
- 桓偉：桓溫之子。東晉將領，官至安西將軍、領南蠻校尉、荊州刺史、使持節督荊益寧秦梁五州諸軍事。
- 桓玄：桓溫幼子。襲桓溫爵。東晉官至相國，後篡位建立[[[Wikipedia:格式手册/链接#章節|錨點失效]]]桓楚。最終被劉裕所主持的討伐軍擊敗並被殺。
- 桓伯子：桓溫二女，嫁王愉。[1]
- 桓氏：桓溫之女。嫁王敬弘。[2]
- 桓序：桓雲之子。宣城內史。
- 桓權：桓石康之兄。
- 桓石虔：桓豁之子。東晉將領。
- 桓石秀：桓豁之子。博覽群書，喜好老莊，不貪榮譽爵位，亦擅長騎射。
- 桓石民：桓豁之子。東晉將領。曾派兵擊殺苻丕。
- 桓石生：桓豁之子。東晉官員。
- 桓石綏：桓豁之子。東晉官員，後投桓玄。桓玄敗死後被殺。
- 桓石康：桓豁之子。東晉將領。
- 桓女幼：桓豁之女。嫁予潁川庾友之子庾宣，她曾向桓溫求情，令庾友全家免於被殺。
- 桓蔚：桓祕之子。散騎常侍、游擊將軍。桓玄後封其為醴陵王。
- 桓嗣：桓沖之子。官至江州刺史。
- 桓謙：桓沖之子。受桓玄倚重。桓玄敗死後投奔姚興，後被殺。
- 桓脩：桓沖之子。東晉將領，官至右將軍。桓玄篡位後任撫軍大將軍。後被劉裕主持的討伐軍殺害。
- 桓崇：桓沖之子。
- 桓弘：桓沖之子。
- 桓羨：桓沖之子。
- 桓怡：桓沖之子。

### 第四代
- 桓亮：桓濟之子。桓玄敗死後，自號江州刺史，後來又自號鎮南將軍、湘州刺史，最後戰死於益陽。
- 桓濬：桓伟之子。
- 桓邈：桓伟之子。
- 桓升：桓玄之子。封豫章王，桓玄死後亦被捕，於江陵被殺。
- 桓放之：桓序之子。
- 桓洪：桓石虔長子。襄城太守。
- 桓振：桓石虔之子。桓玄篡位敗死後曾攻陷江陵劫持晉安帝，後在與劉懷肅的作戰中被殺。
- 桓誕：桓石虔五子。嗣爵。
- 桓稚玉：桓石秀之子。嗣爵。後獲桓玄封為臨沅王。
- 桓胤：桓嗣之子。嗣爵。累任秘書丞、中書郎、秘書監。桓玄後任其為吏部尚書。
- 桓尹：桓脩之子。

### 其他族人
- 桓石松：桓振、桓亮等死後，呼應殷仲文等人，欲擁立桓胤再起。
- 桓希：桓玄篡位之後，任梁州刺史。後被益州刺史毛璩殺於漢中。
- 桓山客：桓楚之輔國將軍。
- 桓珍：桓楚之輔國將軍。

## 備註
1. ↑  《世說新語·方正篇》「王文度為桓公長史」條註引《王氏譜》。
2. ↑  《宋書·王敬弘傳》